# Melanocharitidae
Famille
Les Melanocharitidae sont une famille de passereaux. Cette famille est constituée de 4 genre et 10 espèces.

## Liste alphabétique des genres
- genre Melanocharis Sclater, 1858
- genre Oedistoma Salvadori, 1876
- genre Toxorhamphus Stresemann, 1914
- genre Rhamphocharis

## Liste des sous-familles et espèces
D'après la classification de référence (version 5.2, 2015) du Congrès ornithologique international (ordre phylogénique) :
- genre Melanocharis Sclater, 1858
  - Melanocharis arfakiana (Finsch 1900) – Piquebaie obscur
  - Melanocharis nigra (Lesson 1830) – Piquebaie noir
  - Melanocharis longicauda – Piquebaie à longue queue
  - Melanocharis versteri – Piquebaie éventail
  - Melanocharis striativentris – Piquebaie strié
- genre Rhamphocharis
  - Rhamphocharis crassirostris – Piquebaie tacheté
- genre Oedistoma Salvadori, 1876
  - Oedistoma iliolophus – Toxoramphe à ventre gris
  - Oedistoma pygmaeum – Toxoramphe pygmée
- genre Toxorhamphus Stresemann, 1914
  - Toxorhamphus novaeguineae – Toxoramphe à ventre jaune
  - Toxorhamphus poliopterus – Toxoramphe à tête grise